# Dereck Kutesa
Dereck Germano Kutesa (Ginebra, 6 de diciembre de 1997), más conocido como Dereck Kutesa, es un futbolista suizo que juega de extremo en el AEK Atenas F. C. de la Superliga de Grecia.

## Trayectoria
Kutesa comenzó su carrera deportiva en el Servette F. C., en el que jugó entre 2013 y 2016, cuando fichó por el Fussballclub Basilea.
Durante su estancia en el Basilea estuvo cedido en el Servette y en el F. C. Lucerna.
En 2018 abandonó el Basilea para fichar por el FC St. Gallen, que a su vez dejó en 2019 por el Stade de Reims de la Ligue 1 francesa. Este último lo cedió en agosto de 2021 al SV Zulte Waregem antes de volver al Servette F. C. al año siguiente.
En mayo de 2025 se anunció su incorporación al AEK Atenas F. C. hasta 2028.

## Selección nacional
Kutesa fue internacional sub-15, sub-16, sub-17, sub-18, sub-19 y sub-20 con la selección de fútbol de Suiza. Con la absoluta hizo su debut el 26 de marzo de 2024 en un amistoso ante Irlanda que ganaron por la mínima.

## Clubes
| Club                      | País    | Año       |
| ------------------------- | ------- | --------- |
| Servette F. C.            | Suiza   | 2015-2016 |
| F. C. Basilea             | Suiza   | 2016-2018 |
| Servette F. C. (cedido)   | Suiza   | 2016      |
| F. C. Lucerna (cedido)    | Suiza   | 2017-2018 |
| F. C. St. Gallen          | Suiza   | 2018-2019 |
| Stade de Reims            | Francia | 2019-2022 |
| SV Zulte Waregem (cedido) | Bélgica | 2021-2022 |
| Servette F. C.            | Suiza   | 2022-2025 |
| AEK Atenas F. C.          | Grecia  | 2025-     |

## Palmarés

### Títulos nacionales
| Título        | Club           | País  | Año  |
| ------------- | -------------- | ----- | ---- |
| Copa de Suiza | Servette F. C. | Suiza | 2024 |